# エル・パンテーラ
エル・パンテーラ（El Pantera、本名：フランシスコ・ハビエル・ポサス（Francisco Javier Pozas）、1964年2月3日 - ）は、メキシコのプロレスラー（元覆面レスラー）。ケレタロ州ケレタロ出身。
実子にエル・イホ・デル・パンテーラ、エル・パンテーラJr.、甥にウルティモ・グラディアドールがいる。

## 来歴
4年間アマレスを経験し、1985年11月3日にメキシコシティからデビュー。ローカル団体転戦時代はエル・パンテーラ2号のマスクマンでパンテーラ・ネグロ事パンテーラ1号とコンビ「ラス・パンテラス」で活動したがコンビ別する。1987年8月9日にはゲレーロ・サムライを破りメキシコナショナルライト級王座を奪取。
1990年ごろからEMLL（現在のCMLL）を拠点としアギラ・ソリタリア、シクロン・ラミレスとラス・サエタス・デル・リングを結成。1992年前半にはアメリカのリングネームに転身、3月8日にはフエルサ・ゲレーラを破りCMLL世界ウェルター級王座を奪取、1月には日本のユニバーサル・プロレスリングに来日ユニバーサルが創設したUWFスーパーミドル級王座に6人参加のトーナメントで決勝でカネロ・カサスを破ることができず奪取ならなかったが、、6月にはUWFスーパーウェルター級王座に4人参加のトーナメントで決勝でスペル・デルフィンを破り初代王者になる。8月15日にはアトランティスの持つNWA世界ミドル級王座に挑戦。8月下旬には新たに旗揚げされた新団体AAAに多くの選手が引き抜かれ手薄になり人気の回復のために当時流行っていた手塚治虫のアニメ「海のトリトン」にギミック・トリトンのマスクマンに転身。その後トリトンとエル・パンテーラを使い分ける。
1994年10月に、みちのくプロレスにトリロンで来日また11月には新日本プロレスとWARの対抗戦にはエル・パンテーラで1試合限定で出場（但し新日勢とは対戦しなかった）。
1995年4月にはみちのくプロレスにトリトンで10月にはエル・パンテーラで再来日。
1996年にはAAAに登場。1997年7月27日にはIWRGにてトニー・リベラを破りIWRGインターコンチネンタルミドル級王座の初代王者になる、また同年にはWWF（現在のWWE）、WCWに出場、WWFではシングルでユニバーサル時代からよく知るTAKAみちのくと対戦した。
1998年にもWWFに出場、2月15日にはTAKAみちのくの持つWWF・ライトヘビー級王座に挑戦も敗退以降、1999年にもWWFに出場。
2000年代はCMLLに出場しつつIWRGにも出場。
2003年3月にはプロレスリング華☆激と大阪プロレスが合同で行った興行に出場、23日にはアステカの持つ博多ライトヘビー級王座に挑戦した。
2005年6月2日にシルバー・キングのブラック・タイガー、ペンタゴン・ブラックと組んでIWRGインターコンチネンタルトリオ王座を奪取。11月には大阪プロレスの天王山〜誰が一番強いねん!トーナメント〜に出場、1回戦でビリーケン・キッドに敗れた。
2006年6月29日にはフェリーノと組んでセレブロ・ネグロ、ドクトル・セレブロ組を破りIWRGインターコンチネンタルタッグ王座を奪取。この頃はLa Corporacionのメンバーでも活躍。7月14日には12人参加の金網でのコントラ・マッチでミステリオッソ2号に敗れ素顔を晒す。
2007年以降CMLLを離れ素顔でインディを転戦、チカラにも出場。また2007年5月に全日本プロレスにサムライ・ニュージャパンのメンバーとして来日したTANAKAはエル・パンテーラと言われている。
2010年、NOSAWA論外の「NOSAWA BOM-BA-YE 6～論外のオールスター戦2010～」、また「仮面貴族FIESTA2010」にパンテーラのマスクマンで出場、天龍源一郎、ミル・マスカラスとトリオを組み、藤原喜明、アルカンヘル・デ・ラ・ムエルテ、NOSAWA論外組と対戦した。
2013年、みちのくプロレスに12年ぶりに来日することが決定。2017年にはWRESTLE-1に来日した。
2025年4月27日に行われた両国国技館「LUCHA FIESTA ESPECIAL」ではネグロ・ナバーロと組み、ザ・グレート・サスケ、サタニコ組と対戦。

## 得意技
トペ・コンヒーロ
ランニングサマーソルトプランチャ
トペスイシーダ
各種フランケンシュタイナー
回転巻投げ各種

## 獲得タイトル
EMLL / CMLL / メキシコ連邦区ボクシング・レスリング協会
メキシコナショナルライト級王座
連邦区ライト級王座
連邦区トリオ王座（w/ アギラ・ソリタリア、シクロン・ラミレス）
CMLL世界ウェルター級王座 :3回
IWRG
IWRGインターコンチネンタルミドル級王座 :2回
IWRGインターコンチネンタルトリオ王座（w/ ブラック・タイガー、ペンタゴン・ブラック）
IWRGインターコンチネンタルタッグ王座（w/ フェリーノ）
IWRGレイ・デ・リング 2011年
チカラ
CHIKARA King of Trios Tournament 2008年（w/ インコニート、リンス・ドラダ）
WWA
WWA世界ミドル級王座
その他
UWFスーパーウェルター級王座
ナウカルパンタッグ王座（w/ ミステル・シド）
メヒコ州トリオ王座
ヌエボ・レオントリオ王座
ベラクルストリオ王座